# Live at Brixton
Live at Brixton är det amerikanska progressiv metal/sludge metal-bandet Mastodons andra livealbum, utgivet i en digital version 10 december 2013 och som en dubbel-LP + DVD 19 april 2014 av skivbolaget Reprise Records.

## Låtlista
1. "Dry Bone Valley" – 3:54
2. "Black Tongue" – 3:26
3. "Crystal Skull" – 3:31
4. "I Am Ahab" – 2:52
5. "Capillarian Crest" – 4:23
6. "Colony of Birchmen" – 4:53
7. "Megalodon" – 4:31
8. "Thickening" – 4:56
9. "Blasteroid" – 2:26
10. "Sleeping Giant" – 5:32
11. "Ghost of Karelia" – 5:28
12. "All the Heavy Lifting" – 4:25
13. "Spectrelight" – 3:17
14. "Curl of the Burl" – 3:33
15. "Bedazzled Fingernails" – 3:21
16. "Circle of Cysquatch" – 3:05
17. "Guitar solo" (instrumental) – 0:55
18. "Aqua Dementia" – 3:51
19. "Crack the Skye" – 6:00
20. "Where Strides the Behemoth" – 3:02
21. "Iron Tusk" – 2:48
22. "March of the Fire Ants" – 4:48
23. "Blood and Thunder" – 3:50
24. "Creature Lives" – 4:55

## Medverkande
Mastodon
- Troy Sanders – basgitarr, sång
- Brann Dailor – trummor, sång
- Brent Hinds – sologitarr, sång
- Bill Kelliher – rytmgitarr, bakgrundssång